# منفذ بجاية
| الطريق السيارة رقم 26                                   |                                                                     |
| مَنْفَذ بجاية                                              |                                                                     |
| طريق والجة بجاية الرابط بين مدينة بجاية ومدينة الحانيف. |                                                                     |
| خريطة الطريق السيار شرق-غرب                             |                                                                     |
| الطول                                                   | 100 كم                                                              |
| الافتتاح                                                | ديسمبر 2018                                                         |
| الاتجاه                                                 | شمال شرقي - جنوب غربي                                               |
| الحد الشمال الشرقي                                      | مدينة بجاية                                                         |
| الحد الجنوب الغربي                                      | مدينة الحانيف                                                       |
| المدن الرئيسية                                          | مدينة بجاية، مدينة سيدي عيش، مدينة صدوق، مدينة أقبو، مدينة الحانيف. |
|                                                         |                                                                     |

مَنْفَذ بجاية أو طريق الحانيف هو طريق سريع يقع في ولاية بجاية وجزء من ولاية البويرة ليربط بين مدينة بجاية والطريق السيار شرق-غرب.
ويقع هذا الطريق المزدوج في سفوح جبال جرجرة قرب وادي الصومام في الجزائر.

## بداية الأشغال

خريطة ولاية بجاية

خريطة ولاية البويرة

تم الانطلاق في أشغال «والجة بجاية» الرابطة بين مدينة بجاية والطريق السيار شرق-غرب خلال عام 2005م.
وجاء إنشاء هذا الطريق المزدوج ضمن المشاريع الهيكلية في ولاية بجاية للربط ما بين الطريق السيار غرب-شرق والعديد من المدن الساحلية الجزائرية، وذلك تحت إشراف وزارة النقل الجزائرية والوكالة الوطنية للطرق السريعة [الفرنسية].
وقد انطلقت أشغال والجة بجاية خلال عام 2005م لتربط ما بين النقطة رقم 24 عند مخرج بلدية أحنيف في ولاية البويرة لتربط الطريق السيار غرب-شرق مع مدينة بجاية بالموازاة مع الطريق الوطني رقم 26 العابر لحوض الصومام، ضمن مشاريع الطرق السيارة في الجزائر.
ويهدف هذا الطريق السريع الوالج لولاية بجاية إلى عبور إقليم الولاية من جنوبها الغربي إلى غاية شمالها الشرقي.
وقد تم تصميم المشروع بواسطة دراسات هندسية قام بها المكتب الكوري الجنوبي «كونجدونج سامان» (بالإنجليزية: Kungdong Saman)‏.
واستلم مجمع جزائري-صيني أشغال إنجاز المشروع متمثلا في الشركة الصينية لبناء السكك الحديدية [الفرنسية] من الجانب الصيني وشركة «صابتا» (بالفرنسية: SAPTA)‏ من الجانب الجزائري، وذلك بتاريخ 27 أفريل 2013م بتكلفة إجمالية للمشروع قدرها 1,5 مليار دولار وفق مدة إنجاز قدرها 30 شهرا.
ويسمح مشروع هذه الوالجة بكل منشآتها الهيكلية إلى تحرير الطريق الوطني رقم 12 والطريق الوطني رقم 26 من النقاط السوداء والاختناقات المرورية.

## المنشآت

### نفق سيدي عيش
يتمثل نفق سيدي عيش في نفقين طولهما 1,105 م (3,625 قدم) أو 1.105 كـم (0.687 ميل) · .
ويبلغ ارتفاع هذين النفقين المقوسين 8 م (26.25 قدم) وعرض كل واحد منهما 15 م (49.21 قدم) · .
وهذا الطراز من الأنفاق في الاتجاهين وفق تقنية الأنبوبين (بالفرنسية: tunnel bitube)‏ قد سمح بالتقدم الدؤوب في أشغال حفره وإنجازه · .
ويتضمن كل نفق ثلاث مسارات طرق في اتجاه واحد وعرضها مجتمعة هو 15 م (49.21 قدم) · .

## تسليم أشطر الوالجة
تم التقدم في أشغال نفق سيدي عيش خلال شهر جانفي 2014م بالموازاة مع تحرير أرضية الشطر الأول من والجة بجاية طوله 33 كـم (21 ميل) قصد مباشرة أشغال شق الطريق المزدوج.
أما بالنسبة للأشطر المتبقية من والجة بجاية، فإن عملية نزع ملكية أراضي المواطنين الخواص مع تعويضهم العادل قد أخذت وقتا وإجراءات معتبرة ومعقدة · .
ومع التقدم المتواصل لأشغال نفق سيدي عيش، تم تسليم شطر أول من والجة بجاية طوله 42 كـم (26 ميل) بتاريخ 2 مارس 2017م ما بين بلدية أحنيف وبلدية أقبو.

## مكتبة الصور

موقع بلدية سيدي عيش
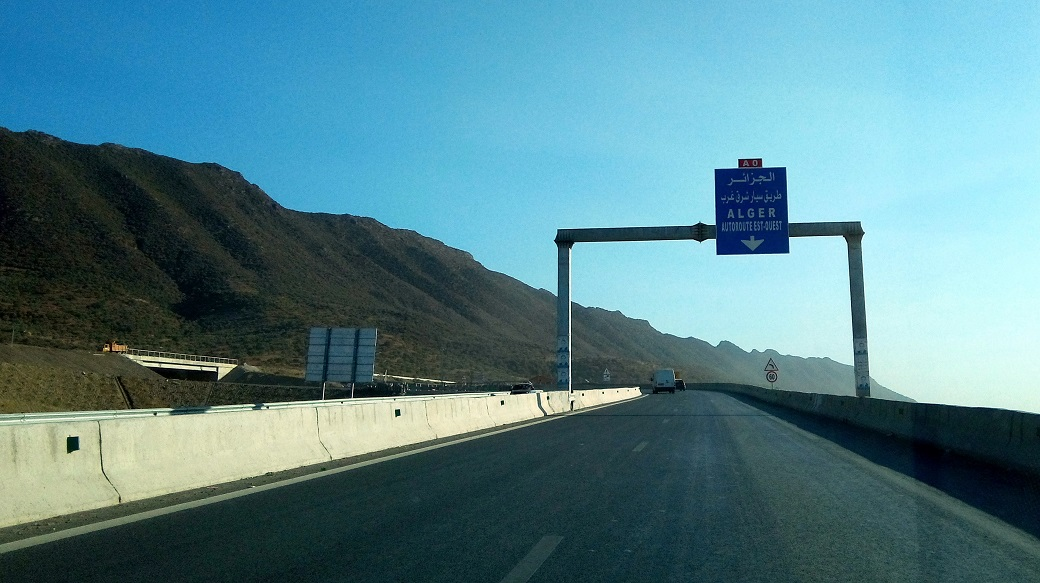
والجة بجاية بطول 100 كلم
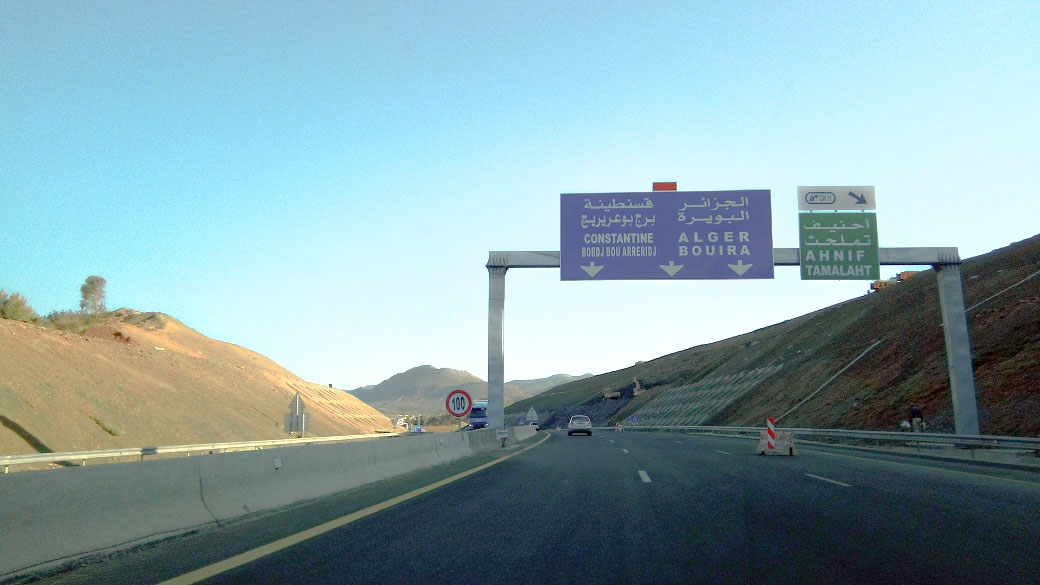
والجة بجاية بطول 100 كلم
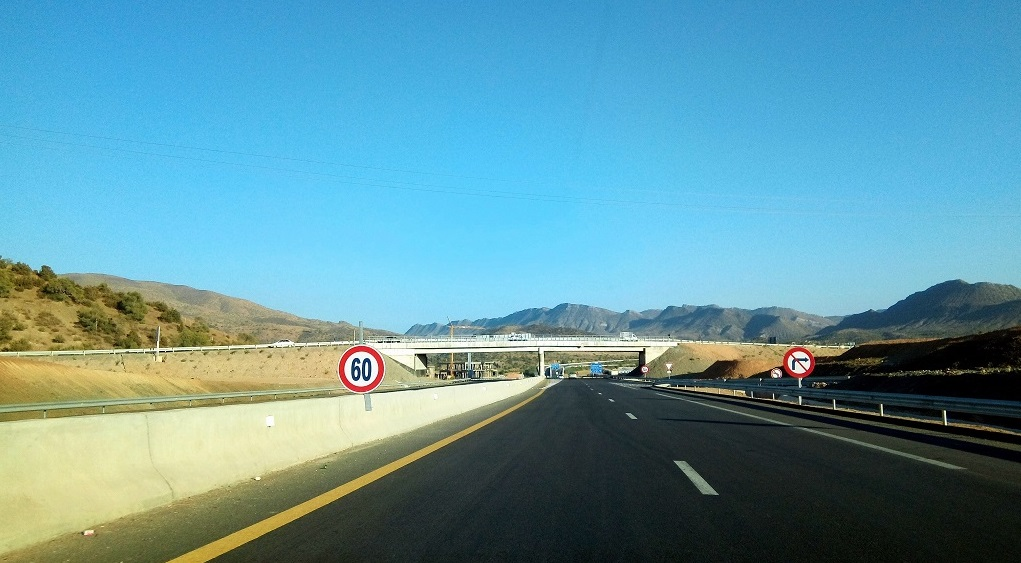
والجة بجاية بطول 100 كلم
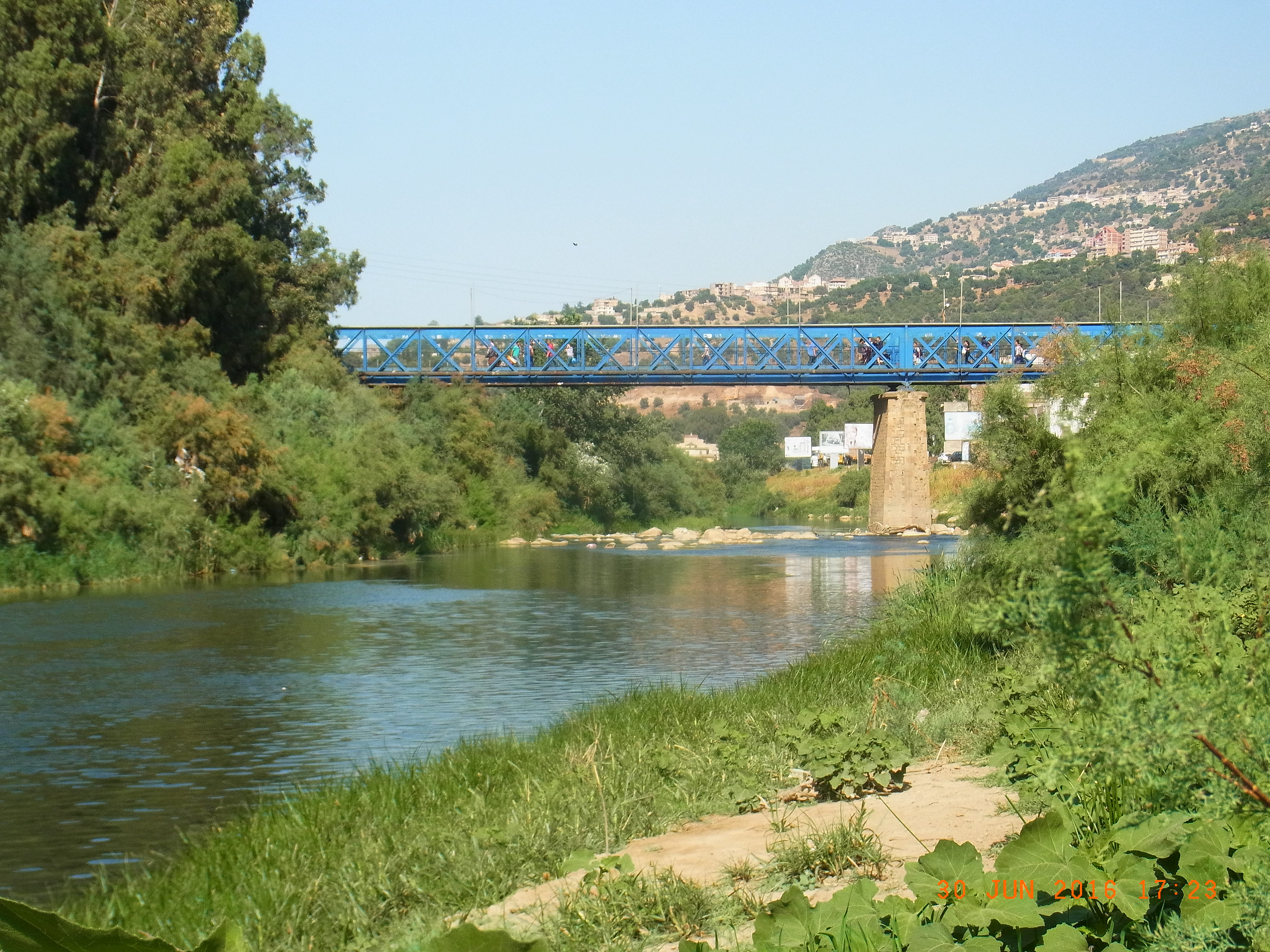
جسر سيدي عيش قرب نفق سيدي عيش
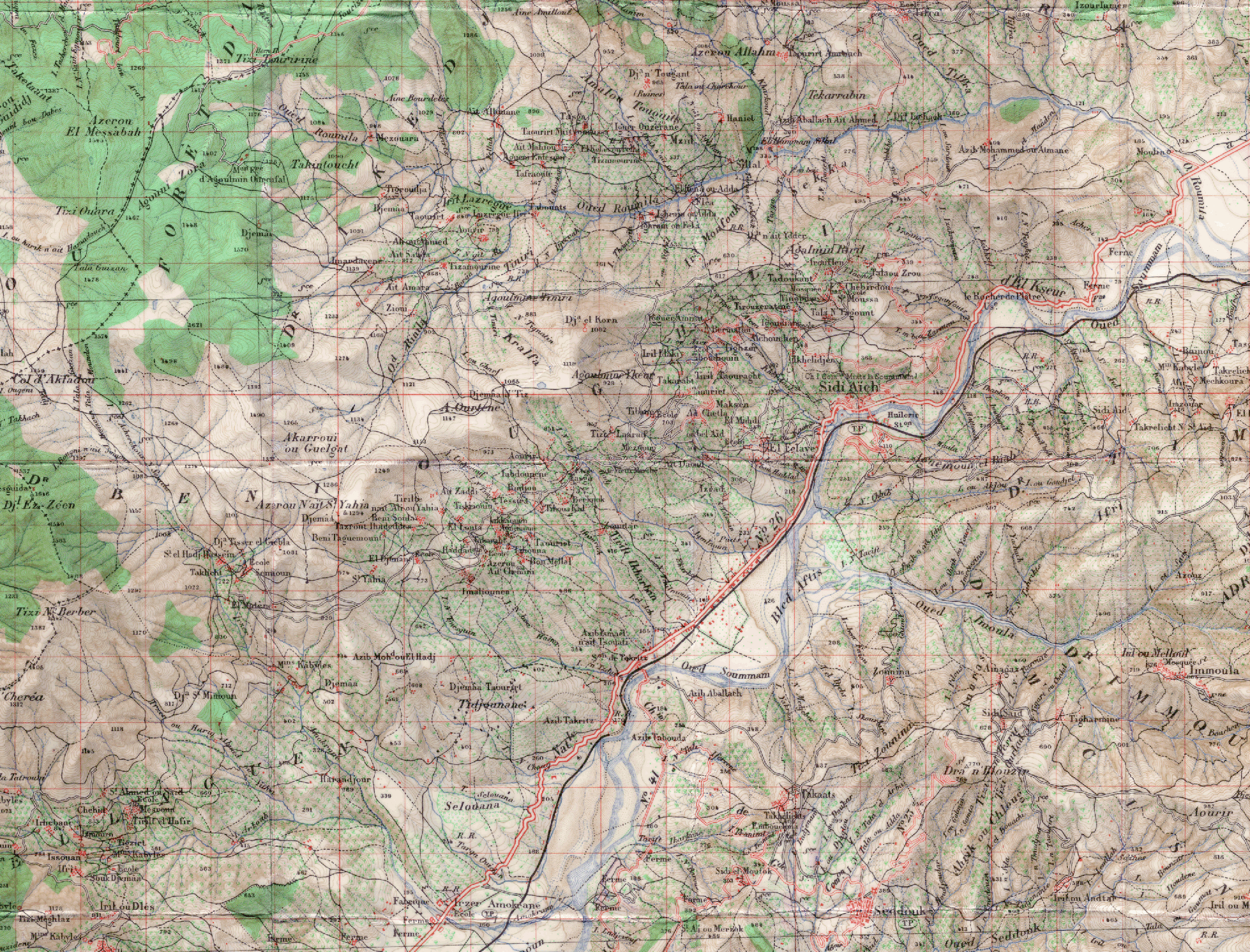
خريطة ولاية بجاية

### مواضيع ذات صلة
- وزارة النقل الجزائرية
- وزارة الثقافة الجزائرية
- قائمة المواقع والمعالم المصنفة في ولاية بجاية
- النقل في الجزائر
- الأطلس التلي
- جبال جرجرة
- جبال البابور
- جبال الصومام
- ولاية بجاية
- مدينة بجاية
- ميناء بجاية
- بلديات ولاية بجاية
- بلديات ولاية البويرة
- السياحة في الجزائر
- قائمة المواقع والمعالم المصنفة في الجزائر
- قائمة أهم المعالم السياحية في العالم

### فايسبوك
- منفذ بجاية  على فيسبوك.

### وصلات خارجية
- موقع وزارة النقل الجزائرية
- موقع وزارة الثقافة الجزائرية
- موقع وزارة الموارد المائية الجزائرية

### فيديوهات
- تأخر مشروع والجة بجاية بطول 100 كلم ضمن ولاية بجاية في 2016م على يوتيوب.
- عرش مشروع والجة بجاية بطول 100 كلم ضمن ولاية بجاية في 2017م على يوتيوب.
- تدشين الجزء الأول من والجة بجاية بطول 42 كلم ضمن ولاية بجاية في 2017م على يوتيوب.
- نتائج تجارية بعد تدشين الجزء الأول من والجة بجاية بطول 42 كلم ضمن ولاية بجاية في 2017م على يوتيوب.
- آفاق تدشين الجزء الأول من والجة بجاية بطول 42 كلم من الحانيف إلى صدوق ضمن ولاية بجاية في 2017م على يوتيوب.
- التحضير لتدشين الجزء الثاني من والجة بجاية بطول 10 كلم من صدوق إلى أقبو ضمن ولاية بجاية في 2017م على يوتيوب.
- تدشين الجزء الثاني من والجة بجاية بطول 10 كلم من صدوق إلى أقبو ضمن ولاية بجاية في 2017م على يوتيوب.
- تدشين الجزء الثاني من والجة بجاية بطول 10 كلم من صدوق إلى أقبو ضمن ولاية بجاية في 2017م على يوتيوب.
- تدشين الجزء الثاني من والجة بجاية بطول 10 كلم من صدوق إلى أقبو ضمن ولاية بجاية في 2017م على يوتيوب.
- الأجزاء المتبقية من والجة بجاية بطول 48 كلم من أقبو إلى بجاية ضمن ولاية بجاية في 2017م على يوتيوب.